# 베타-하이드록시 베타-메틸뷰티릴-CoA
β-하이드록시 β-메틸뷰티릴-CoA(영어: β-hydroxy β-methylbutyryl-CoA, HMB-CoA) 또는 3-하이드록시아이소발레릴-CoA(영어: 3-hydroxyisovaleryl-CoA)는 류신의 대사 과정에서의 대사 중간생성물이며, 인체에서 생성된다. β-하이드록시 β-메틸뷰티릴-CoA(HMB-CoA)는 β-하이드록시 β-메틸뷰티르산(HMB) 및 β-메틸크로토노일-CoA(MC-CoA)의 전구물질이다. β-하이드록시 β-메틸뷰티릴-CoA(HMB-CoA)는 사람에서 β-하이드록시 β-메틸뷰티르산(HMB), β-메틸크로토노일-CoA(MC-CoA) 및 β-하이드록시 β-메틸글루타릴-CoA(HMG-CoA)로 대사될 수 있다.

## 류신의 대사 경로
|  |

## 같이 보기
- β-하이드록시 β-메틸뷰티르산